# Vincent Noyoux
Vincent Noyoux est un journaliste français et écrivain voyageur né à Paris en 1976.

## Biographie
Diplômé de l’Institut pratique du journalisme (IPJ), Vincent Noyoux a été journaliste au Parisien et auteur de nombreux guides de voyage chez Gallimard avant de devenir reporter indépendant. Il est actuellement journaliste voyage au Figaro Magazine. Il collabore régulièrement au magazine de tourisme Détours en France et à la revue Schnock.
Il a publié chez Stock Touriste professionnel (2011) et Chers aventuriers (2013). En 2016, il publie Tour de France des villes incomprises (2016), portrait tendre et ironique d’une France boudée des touristes. Le concept d’aller visiter des villes françaises ignorées et méprisées sera adapté à la télévision par la série documentaire de 6 x 52 minutes, On a voulu voir…, diffusée sur France 3 en 2018.
Dans ses essais, le travail de Vincent Noyoux se caractérise par une approche décalée du voyage, à la fois misogyne et caustique.

## Réception critique
Touriste professionnel, qui dévoile les coulisses de la fabrication des guides de voyage, est remarqué par la presse. L’Express salue un « livre à l’humour ravageur », qui « dresse aussi, en creux, un état du monde au temps du tourisme généralisé ». Le Monde y voit un « essai plein d’humilité » au « style enlevé ». Le magazine Lire salue un récit « passionnant » sur « l’envers d’un monde balisé, la réalité d’une industrie de masse où l’aventure n’a plus sa place ». Pour Sylvain Tesson, c’est « un livre drolatique, joyeusement troussé, fort bien écrit » qui constitue « la bienveillante critique du tourisme de masse ». L’auteur y est vu comme « un héritier de Philippe Muray, la tendresse en plus ».
Marie Claire le décrit comme « un anti-guide de voyage hilarant, à glisser impérativement dans vos bagages, entre Routard et Lonely Planet ». Le livre est également recommandé par France Inter, Europe1 et TV5 Monde.
Chers aventuriers bénéficiera d’un accueil plus discret.
Le Tour de France des villes incomprises reçoit un accueil enthousiaste de L’Obs sous la plume de François Reynaert : « un livre irrésistible de drôlerie et de finesse, qui n’a évidemment pour but que de retourner nos stupides préjugés ». Pour Le Monde : « On rit beaucoup au fil des pages de ce Tour de France des villes incomprises »,. Le Point qualifie l’ouvrage de « caustique et poétique ». Slate le range parmi les essais de françologie dans une « version humoristique et grinçante ». L’Humanité y voit « un beau plaidoyer pour un autre tourisme, actif et ouvert aux richesses humaines de ces "lieux secondaires" ».
A la radio, le Tour de France des villes incomprises est chroniqué sur France Inter et RTL. Sur Europe 1, Laurent Ruquier souligne qu’« on sent beaucoup de tendresse pour ces villes et ces villages ».

## Œuvres
- Touriste professionnel - L'anti-guide de voyage, Paris, Stock, 2011, 224 p.  (ISBN 978-2-234-06952-7), [présentation en ligne]
- Chers aventuriers, Paris, Stock, 2013, 240 p.  (ISBN 978-2-234-07404-0) , [présentation en ligne]
- Tour de France des villes incomprises, Paris, éditions du Trésor, 2016, 224 p.  (ISBN 979-10-91534-22-2), [présentation en ligne] et Pocket, 2018, 201 p.  (ISBN 978-2-266-27717-4)